# ダグラス・クーパー (画家)

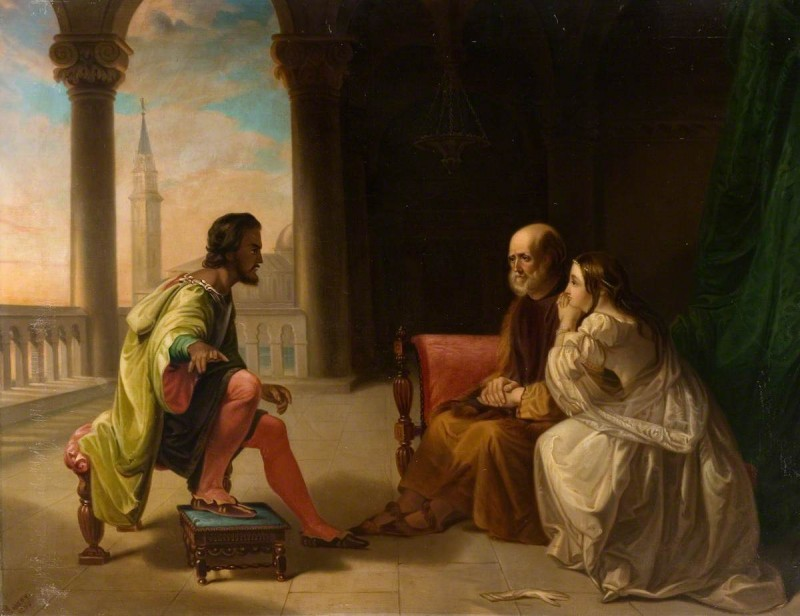
ダグラスの『冒険を語るオセロ』に基づくジョン・エメリー（John Emery）の絵画、1879年画。

ダグラス・クーパー（英語: Douglas Cowper、1817年5月30日 – 1839年11月28日）は、イギリスの画家。

## 生涯

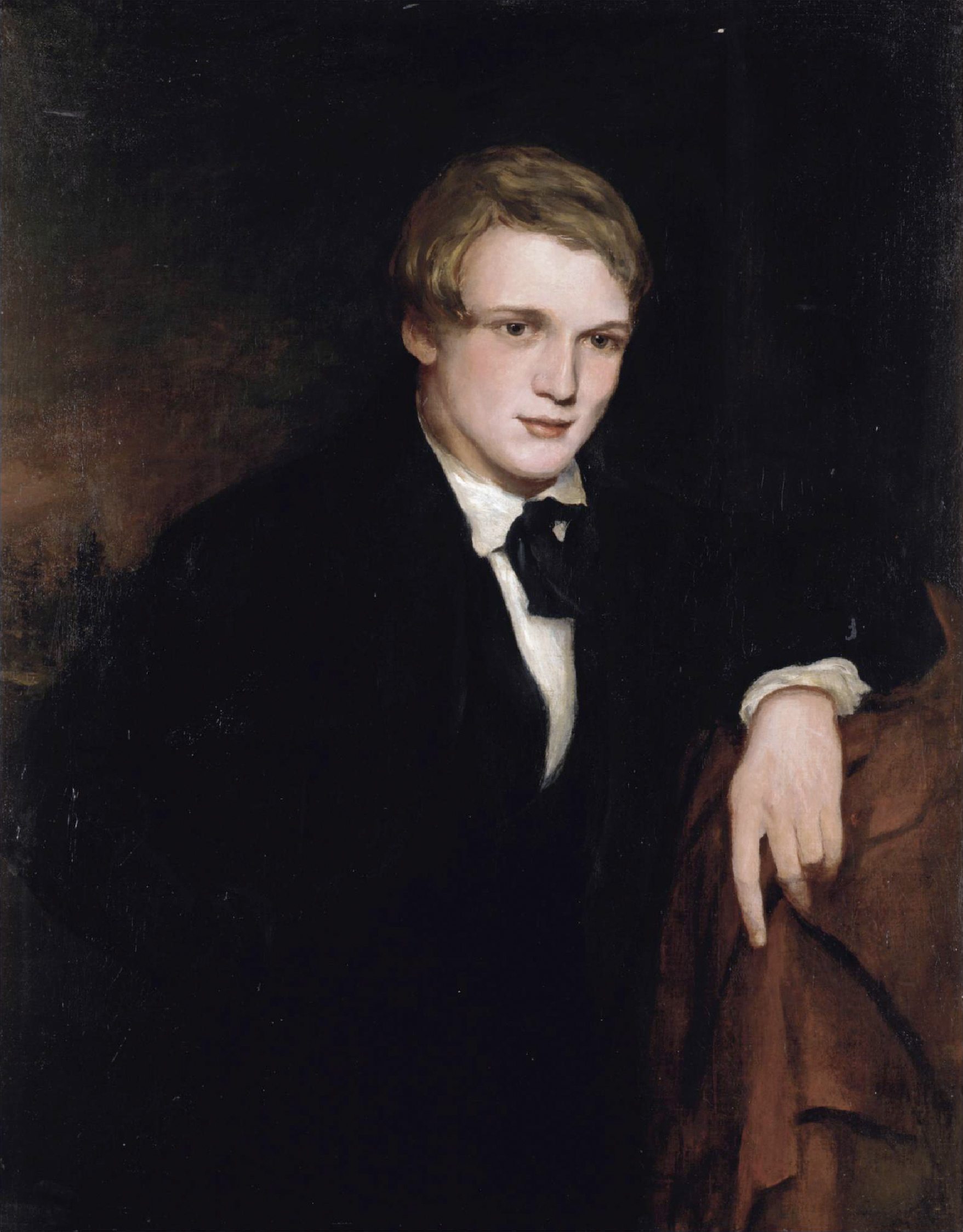
クーパーが描いたとされる、友人ウィリアム・フリスの肖像画、1836年 – 1838年。

ウィリアム・クーパー（William Cowper、1778年/1781年 – 1841年）とイザベラ・ダグラス（Isabella Douglas、1791年 – ?）の四男として、1817年5月30日にジブラルタルで生まれた。一家は1829年9月までにガーンジー島に移住、クーパーは同年から1832年までガーンジー島のエリザベス・カレッジで教育を受けた。ガーンジー島で絵画に興味を持ち、同島にある絵画をいくつか模写したという。
1834年にロンドンに行き、ヘンリー・サスの指導を受けた後、1836年1月2日にロイヤル・アカデミー・オブ・アーツに入学した。同年12月、ダリッジ・ピクチャー・ギャラリーに展示されていたニコラ・プッサンの『リナルドとアルミーダ』の模写で銀メダルを授与された。また、サスの指導を受けた時期にウィリアム・フリスと親しい友人になり、フリースは1887年から1888年にかけての自叙伝でクーパーを賞賛した。
1837年にロイヤル・アカデミーで展覧会を開き、以降死去までロイヤル・アカデミー、英国美術振興協会、英国王立美術家協会で合計17点の絵画を展示した。
オックスフォード英国人名事典によると、1839年にロイヤル・アカデミーで展示された『冒険を語るオセロ』（Othello Relating his Adventures）はダグラスが将来有望な画家であることを示す作品だった。しかし、ダグラスは1838年より結核にかかり、病状が悪化の一途をたどったため一時は南仏で休養したが、病状は好転せず、ガーンジー島に帰ったのち1839年11月28日に早世した。